# Cake and Cunnilingus Day
Le Cake and cunnilingus day (en français : journée du gâteau et du cunnilingus) est une fête satirique célébrée le 14 avril en réponse à la Journée du steak et de la pipe, qui est célébrée le 14 mars,. Il a été créé en 2006 par la conceptrice de sites web, écrivaine et cinéaste Ms Naughty. Il est depuis adopté dans plusieurs pays comme une journée pour honorer le plaisir des femmes.

## Histoire
Ce jour-là, les femmes sont censées manger du gâteau et recevoir des gratifications sexuelles orales (cunnilingus). L'événement est créé en réponse à la Journée du steak et de la pipe, célébré le 14 mars. Ce jour-là, les hommes sont censés recevoir un filet de bœuf pour et une fellation en récompense aux cadeaux offerts par les hommes à la Saint-Valentin. Le Steak and Blowjob Day soutient en outre la sensibilisation au cancer du sein, tandis que le Cake and Cunnilingus Day offre son soutien aux organisations caritatives telles que la Prostate Cancer Foundation (en).
En 2006, la conceptrice de sites Web, écrivaine et cinéaste, Ms Naughty, publie un article sur son blogue pour annoncer la journée. Elle écrit : « Les femmes devraient avoir une journée où elles peuvent manger autant de gâteau qu'elles veulent et profiter de se faire lécher le clitoris sans hésitation. »

## Réception
Le quotidien allemand Schwarzwälder Bote (en) considère que cette journée équivaut au Steak and Blowjob Day (ou « Schnitzel und Blowjob Tag» soit «Schniblo» comme on l'appelle communément en Allemagne), tandis que le Stern la considère comme une « revanche » des femmes. Le portail d'actualités en ligne news.de (de) estime que « les femmes sont tout simplement formidables - et ne peuvent donc jamais être suffisamment honorées assez de jours durant ». Le magazine lifestyle Jolie (magazine) (en) s'est demandé si chaque jour ne devrait pas être le jour du gâteau et du cunnilingus. Le journal de nuit suédois Expressen et le magazine Web Nyheter24 déclarent qu'il s'agit d'un jour pour célébrer le plaisir féminin,, tandis que Göteborgs-Posten répertorie le jour parmi les vacances célébrées en avril. La plate-forme de salle de presse Mynewsdesk (en) déclare : « Il y a aussi une journée juste pour nous les filles. ». Le journal danois Ekstra Bladet estime que le plaisir féminin devait être une priorité. Le journal en ligne norvégien Nettavisen (en) déclare que « l'origine de la journée est un peu incertaine, mais la journée est marquée plus ou moins solennellement depuis plusieurs années ».
En Espagne, ABC, El Confidencial et La Vanguardia considèrent cette journée comme la Journée internationale du cunnilingus,,. Le site d'information russe Life.ru (en) affirme que même si cela semble idiot, cela peut apporter du bonheur aux couples. L'agence de presse Unian propose de « commencer par un gâteau, et un bouquet de fleurs ». Le quotidien danois Politiken pense que « les femmes vivent des vies tellement dépourvues de joie qu'elles doivent avoir un anniversaire annuel dans le calendrier pour manger du gâteau et ressentir du plaisir sexuel ». L'ukrainien MPort propose de célébrer la journée le 20 mars.
En Italie, divers journaux étaient confus quant aux origines de la journée,. Il Fatto Quotidiano nomme le jour comme une « fête du sexe oral réservée aux femmes ».